# Johannes Herbst (Musikproduzent)
Johannes Herbst (* 18. April 1988 in Wien) ist ein österreichischer Songwriter, Live-Gitarrist und Musikproduzent.

## Leben
Johannes Herbst gründete als Schüler zusammen mit Freunden die Rockband F.D.T.F. Die Band tourte über einige Jahre in Europa und Japan und spielte auf diversen  Festivals im In- und Ausland. Während dieser Zeit begann er als Songwriter und Produzent zu arbeiten.
Im Jahr 2015 gründete er mit Daniel Rumpel und Lucas Fendrich die Alt-Pop-Band Hunger. Ursprünglich als Songwritertrio gegründet, entwickelte sich erneut ein klassisches Bandprojekt daraus. Die Band wurde in der USA unter Vertrag genommen. Die erste Single Gravity bekam Heavy-Rotation Radio Airplay auf Ö3. Die zweite Single Amused wurde als Soundtrack bei der Netflix-Serie Tote Mädchen lügen nicht verwendet, sowie in einem Auto-Werbespot.
Im Jahr 2017 begann Herbst als Songwriter, später auch als Produzent, mit Mathea zusammenzuarbeiten. Die Single 2x stieg im Jänner 2019 in die österreichischen Charts ein und erreichte zwei Monate später Platz eins der Ö3 Austria Top 40. Wenig später schaffte sie auch den Einstieg in die deutschen Singlecharts. Zusätzlich stieg sie auf Nummer eins der Ö3 Hörercharts. Im Mai 2019 erreichte die Single in Österreich Doppel-Platin-Status und die Single Chaos Platin-Status. Ernst produzierte weiters das Debütalbum M, das 2020 veröffentlicht wurde.
2018 begann Herbst als Songwriter und Produzent eine Zusammenarbeit mit dem österreichischen Rapper Dame. Das gemeinsam produzierte Album Zeus erschien 2019 und erreichte Platz 2 in den deutschen Album-Charts und Platz 3 in Österreich.